# نتیله بنت جناب
نتیله بنت جناب (به عربی: نتيلة بنت جناب) همسر عبدالمطلب و مادر عباس بن عبدالمطلب بود. او اولین کسی بود که کعبه را با پارچه پوشانید.
نام کامل او نتیله بنت جناب بن کلیب بن مالک بن عمرو بن عامر بن زید منات بن عامر بن سعد بن الخزرج بن تایم اللات بن النمر بن قسط بن حناب بن افصه بن دمی بن جدی بن اسد بن ربیعه بن نزار بن معد بن عدنان بود.
پسرش عباس در جوانی گم شده بود، پس نذر کرد که اگر او را پیدا کرد، کعبه را با پارچه‌ بپوشاند، و او آن را یافت، او اولین کسی بود که کعبه را با آن پوشانید.